# Дэнган
Дэнган (англ. Daingean; ирл. An Daingean) — (переписной) посёлок в Ирландии, находится в графстве Оффали (провинция Ленстер) у трассы R402.
1 апреля 2009 года в поселении был убит трактирщик, Мэтт Фаррелл (Matt Farrell). Спустя несколько месяцев, когда преступление так и не было раскрыто, за информацию, касающуюся его, была объявлена награда в €10000.

## Демография
Население — 1056 человек (по переписи 2006 года). В 2002 году население составляло 777 человек.
Данные переписи 2006 года:
| Общие демографические показатели |               |                               |                               |      |      |
| Всё население                    | Всё население | Изменения населения 2002—2006 | Изменения населения 2002—2006 | 2006 | 2006 |
| 2002                             | 2006          | чел.                          | %                             | муж. | жен. |
| 777                              | 1056          | 279                           | 35,9                          | 540  | 516  |

В нижеприводимых таблицах сумма всех ответов (столбец «сумма»), как правило, меньше общего населения населённого пункта (столбец «2006»).
| Религия (Тема 2 — 5 : Число людей по религиям, 2006) |             |                |             |            |       |      |
| Католики, чел.                                       | Католики, % | Другая религия | Без религии | не указано | сумма | 2006 |
| 979                                                  | 92,7        | 44             | 27          | 6          | 1056  | 1056 |

| Этно-расовый состав (Этничность. Тема 2 — 3 : Постоянное население по этническому или культурному происхождению, 2006) |            |              |       |        |        |            |       |       |
| Белые ирландцы | Лухт-шулта | Другие белые | Негры | Азиаты | Другие | Не указано | сумма | 2006  |
| 957 | 0          | 53           | 0     | 4      | 14     | 15         | 1043  | 1056  |
| Доля от всех отвечавших на вопрос, %                                                                                   |            |              |       |        |        |            |       |       |
| 91,8 | 0,0        | 5,1          | 0,0   | 0,4    | 1,3    | 1,4        | 100   | 98,81 |

1 — доля отвечавших на вопрос о языке от всего населения.
| Владение ирландским языком (Тема 3 — 1 : Число людей от 3 лет и старше по способности говорить по-ирландски, 2006) |      |            |       |       |
| Владеете ли Вы ирландским языком?                                                                                  |      |            |       |       |
| Да | Нет  | Не указано | сумма | 2006  |
| 384 | 601  | 20         | 1005  | 1056  |
| Доля от всех отвечавших на вопрос о языке, %                                                                       |      |            |       |       |
| 38,2 | 59,8 | 2,0        | 100   | 95,21 |

1 — доля отвечавших на вопрос о языке от всего населения.
| Использование ирландского языка (Тема 3 — 2 : Говорящие по-ирландски от 3 лет и старше по частоте использования ирландского языка, 2006) |                                                            |                                               |                                               |                                               |                                               |                                               |       |                                     |      |
| Как часто и где Вы говорите по-ирландски?                                                                                                |                                                            |                                               |                                               |                                               |                                               |                                               |       |                                     |      |
| ежедневно, только в образовательных учреждениях                                                                                          | ежедневно, как в образовательных учреждениях, так и вне их | в других местах (вне образовательной системы) | в других местах (вне образовательной системы) | в других местах (вне образовательной системы) | в других местах (вне образовательной системы) | в других местах (вне образовательной системы) | сумма | всего, отвечавших на вопрос о языке | 2006 |
| ежедневно, только в образовательных учреждениях                                                                                          | ежедневно, как в образовательных учреждениях, так и вне их | ежедневно                                     | каждую неделю                                 | реже                                          | никогда                                       | не указано                                    | сумма | всего, отвечавших на вопрос о языке | 2006 |
| 134 | 2                                                          | 3                                             | 17                                            | 129                                           | 91                                            | 8                                             | 384   | 1005                                | 1056 |
| Доля от всех отвечавших на вопрос о языке, %                                                                                             |                                                            |                                               |                                               |                                               |                                               |                                               |       |                                     |      |
| 13,3 | 0,2                                                        | 0,3                                           | 1,7                                           | 12,8                                          | 9,1                                           | 0,8                                           | 38,2  | 100                                 |      |

| Типы частных жилищ (Тема 6 — 1(a) : Число частных домовладений по типу размещения, 2006) |          |         |                 |            |       |      |
| Отдельный дом                                                                            | Квартира | Комната | Переносные дома | не указано | сумма | 2006 |
| 340                                                                                      | 8        | 2       | 1               | 7          | 358   | 1056 |